# Eli'ezer ben Elija Aškenazi

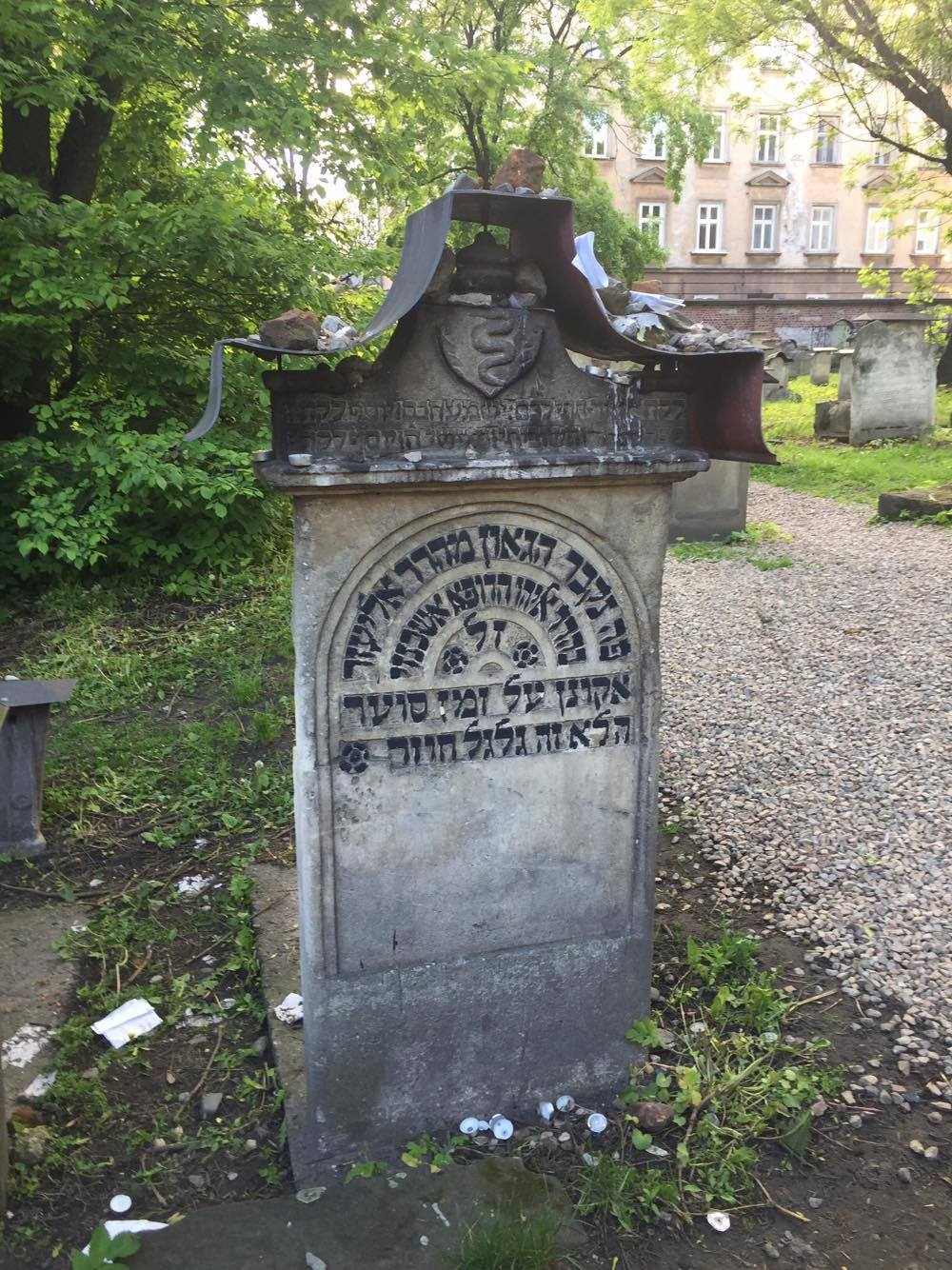
Maceva Eli'ezera Aškenaziho na hřbitově Remu v Krakově.

Eli'ezer ben Elija Aškenazi, též Lazar Aškenazi (hebrejsky אליעזר בן אליהו אשכנזי‎‎‎, 1513? asi Levanta – 13. prosince 1585 Krakov) byl rabín, talmudista, lékař, cestovatel a všestranný renesanční učenec.

## Život a dílo
Ačkoliv zřejmě jeho předkové pocházeli ze střední Evropy(středověký hebrejský název „Aškenáz“, tj. německy hovořící země, tj. vč. Českých zemí), on sám se narodil někde v Levantě (popř. v italském Levantu), podle jiných zdrojů v Praze, asi v roce 1512. Studoval talmud u Josefa Taitazaka v Soluni.
Nejprve působil Aškenázi dvaadvacet let jako rabín v Egyptě, mezi lety 1538 až 1560, a to nejspíše ve Fustátu. Byl zde velmi úspěšný a oblíbený, pro svoji autoritu a také své relativně vysoké sociální postavení se tu těšil velkému věhlasu. Z nepříliš jasných důvodů – patrně však pro politické neshody – byl nucen v roce 1560 Egypt opustit a odešel na Kypr, kde působil dva roky jako rabín obce ve Famagustě. Touha navštěvovat cizí kraje a objevovat neznámé obyčeje cizích lidí ho však záhy znovu donutila opustit i tento úřad a vydat se opět na cestu.
Nejdříve se dostal do Benátek, ale konflikt s místním vrchním rabínem Jehudou Katzenellenbogenem, věhlasným Maharamem z Padovy, ho přiměl ještě tentýž rok město opustit, až se roku 1561 usadil v Praze. Zde položil základy pohřebního bratrstva Chevra kadiša a jeho podpis se skví jako první pod stanovami pohřebního bratrstva. Po odchodu z Čech směrem na východ (docestoval postupně až na Krym), se někdy po roce 1570 vrátil zpět do Itálie, kde se ujal rabinátu v Cremoně. Zde roku 1576 poprvé vyšlo jeho dílo Josef lekach, věnované donu Josefovi Nasimu, židovskému šlechtici a mecenáši na dvoře sultána Sulejmána I. Toto dílo se pro svou popularitu dočkalo opakovaného vydání.
V roce 1578 založil, po zkušenostech nabytých předtím z Lublinu a Istanbulu, hebrejskou tiskárnu v Safedu, první svého druhu v tehdejší osmanské Palestině.
O čtyři roky později, roku 1580, se Aškenazi objevil opět ve východní Evropě; stává se vrchním rabínem Poznaně. Právě zde roku 1583 vyšlo jeho exegetické dílo Ma'ase ha-Šem (Dílo Hospodinovo), zabývající se tématem exodu z Egypta.
Roku 1584 Aškenazi z Poznaně odešel do ústraní do Krakova, kde 13. prosince 1585 (22. kislev 5346) zemřel. Je pochován na Starém krakovském židovském hřbitově, hned vedle synagogy Remu.

## Náhrobek
Jeho náhrobek se nachází v jihozápadní části Starého židovského hřbitova v Krakově, v místní části Kazimierz (bývalé ghetto). Jeho maceva je ozdobena symbolem hada – užovky stromové (zřejmě jediný náhrobek svého druhu zde) a kryta plechovou stříškou. V roce 2016 se plánovala postupná restaurace náhrobku, neboť byl částečně poničen nacisty během druhé světové války a holocaustu.